# Șerbănești
Șerbănești es una comuna ubicada en el distrito de Olt, Rumania.

## Superficie
Posee una superficie de 41,01 kilómetros cuadrados.

## Demografía
Hasta 2021 la población era de 2601 habitantes, con una densidad de población de 63,42 habitantes por kilómetro cuadrado.